# تیان جیانشیا
تیان جیانشیا (انگلیسی: Tian Jianxia؛ زادهٔ ۳ سپتامبر ۱۹۸۶) بازیکن هندبال اهل چین است. وی در بازی‌های المپیک تابستانی ۲۰۰۸ شرکت کرده‌است.